# Division Hermann Göring
La Fallschirm-Panzer-Division 1. Hermann Göring est une division blindée de la Luftwaffe engagée en Afrique du Nord et sur le front de l’Est pendant la Seconde Guerre mondiale.
Créée en 1933 au sein de la police prussienne pour assurer la sécurité du régime nazi, elle est rattachée à la Luftwaffe en 1935, tandis que sa force passe en même temps d’un bataillon à un régiment. C’est en 1942 que l’unité est transformée en division blindée et commence à être employée de manière plus intensive au combat. Une partie de la division est envoyée en Afrique du Nord, où, malgré de bonnes performances, la quasi-totalité de l’effectif est perdu lors du repli allemand. 
Elle combat ensuite les Alliés en Italie jusqu’en juillet 1944, date à laquelle elle est envoyée sur le front de l’Est. Là-bas, elle devient un corps d’armée en octobre 1944, bien que les Allemands n’aient plus les moyens à ce moment de mettre sur pieds une si grande unité. Bien qu’elle inflige de lourdes pertes à l’Armée rouge en défendant la province de Prusse-Orientale, l’unité est presque entièrement détruite entre janvier et mars 1945. Ses restes fusionnent alors avec ceux de la division Großdeutschland et les survivants sont faits prisonniers par les Soviétiques après la capitulation allemande.
Étant arrivée sur le front de l’Est au moment où celui-ci se trouve déjà proche du territoire que les Allemands considèrent leur, la division Hermann Göring ne semble pas y avoir commis de crimes de guerre. En revanche, elle est impliquée dans nombre de massacres en Italie.

## Histoire

### Origines (1933-1939)
Les origines de la division remontent à l’accession au pouvoir du parti nazi, en février 1933 : Adolf Hitler confie à Hermann Göring le poste de ministre de l’Intérieur de l’État de Prusse, et donc le contrôle sur la police de celui-ci. Göring créé alors une nouvelle unité de quatre cents hommes, le Polizei-Abteilung zbV Wecke, ou « Bataillon de police à destination spéciale Wecke », qui doit assurer la protection du nouveau régime et dont le recrutement ne se fait que parmi les nationaux-socialistes dont la loyauté est indiscutable. Le bataillon, qui est successivement renommé Landespolizeigruppe Wecke en juin 1933 puis Landespolizeigruppe General Göring, se lance ainsi dans la traque des communistes berlinois.
En avril 1935, Göring obtient la transformation du bataillon en régiment et, peu de temps après, parvient également à le rattacher à la Luftwaffe, afin d’éviter qu’il ne tombe sous le contrôle de son rival Heinrich Himmler, ce dernier étant alors en passe d’accaparer le contrôle sur les forces de police du Reich. C’est à ce moment-là qu’est formé un bataillon de parachutistes, qui prend jusqu’en 1938 le nom de I. Jäger-Bataillon, « 1er bataillon de chasseurs », afin de dissimuler son vrai rôle. Après cette date, la composante parachutiste est toutefois versée dans une autre unité. Après avoir participé à l’annexion de l’Autriche et à celle des Sudètes, le régiment compte notamment à la veille de la Seconde Guerre mondiale un bataillon d’infanterie, trois bataillons, deux batteries d’artillerie antiaérienne et deux bataillons de projecteurs.

### Le régiment Göring au début de la guerre (1939-1942)
Le régiment ne participe pas à l’invasion de la Pologne, étant chargé d’assurer la défense antiaérienne de Berlin et la garde du quartier-général de la Luftwaffe. Des éléments en sont par la suite détachés pour participer à l’invasion du Danemark et de la Norvège.
L’essentiel des troupes est cependant positionné à la frontière des Pays-Bas, en prévision de la campagne de France, où elles sont divisées en une multitude de petit Kampfgruppen devant appuyer les divisions blindées. Leur principal rôle est notamment d’assurer la couverture antiaérienne, mais les canons de 88 mm des batteries antiaérienne lourdes sont rapidement employés pour la lutte antichar, et infligent de lourdes pertes aux blindés Alliés. Lors de la capitulation française, le régiment se voit honoré en fournissant une partie de la garde d’honneur de Hitler lors de la signature de l’armistice à Compiègne. Par la suite, le régiment reste en France jusqu’à la fin de l’année 1940, avant de rentrer à Berlin.
Après un passage au printemps 1941 en Roumanie, où il est rattaché à la 12e Armée et assure la défense des champs pétrolifères de Ploiești, le régiment prend part à l’invasion de l’Union soviétique en juin 1941. Rattaché au Panzergruppe von Kleist, positionné le long de la rivière Boug, il participe à la conquête de l’Ukraine, pendant laquelle il se montre une nouvelle fois très efficace dans la lutte contre les chars, mais subit également de lourdes pertes. Le gros du régiment est ainsi renvoyé à Berlin à la fin de l’année, puis à Paris, pour se remettre. Un seul bataillon reste en arrière et est par la suite presque entièrement détruit.

### Expansion du régiment (1942-1943)
En mai 1942, le régiment devient une brigade, puis, en octobre de la même année, une division. Celle-ci est organisée à la manière d’une Panzerdivision et son effectif est prélevé pour partie dans la Heer, notamment les équipages de chars, et pour partie dans la Luftwaffe, le 5e régiment parachutiste étant par exemple absorbé par la nouvelle unité. La division est progressivement mise sur pied et entraînée à Mont-de-Marsan, ses éléments étant progressivement envoyés de là en Italie et en Afrique du Nord.
Entre 7 000 et 11 000 hommes forment ainsi en Tunisie le Kampfgruppe Schmid. Malgré d’excellentes performances dans les combats qui s’ensuivent, qui lui valent d’être régulièrement cité dans les communiqués de la Wehrmacht, la quasi-totalité du Kampfgruppe est faite prisonnière après la reddition des troupes allemandes en Afrique du Nord en mai 1943. Cet évènement affecte considérablement la capacité militaire de la division, qui perd ainsi une grande partie de ses vétérans.
Les quelques rescapés sont rassemblés en Sicile avec les éléments qui étaient encore en formation en France, dans la prévision d’un débarquement allié. Lorsque celui-ci, nommé opération Husky, débute en juillet 1943, la division oppose une résistance acharnée, mais est forcée de se replier progressivement vers Messine, puis à évacuer l’île. À l’inverse de l’épisode nord-africain, la division parvient cette fois à sauver la majorité de ses troupes et de son matériel.

### Front italien (1943-1944)

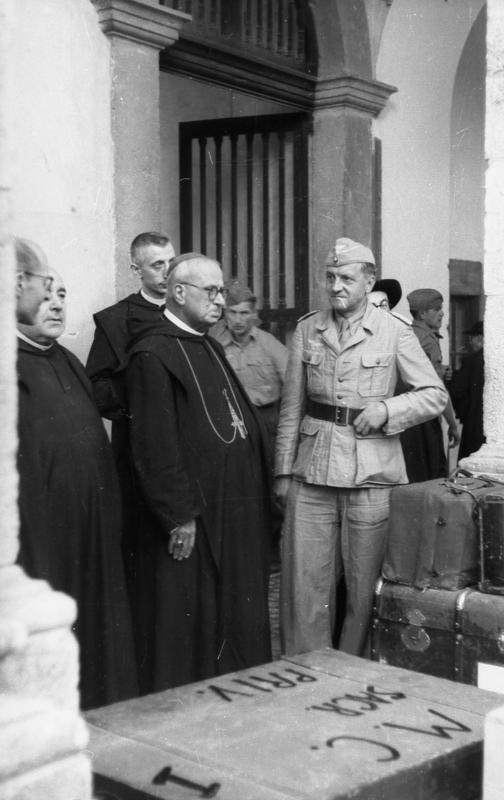
Photographie de la PK montrant Schlegel en compagnie de l’abbé Gregorio Vito Diamare pendant l’évacuation des œuvres de l’abbaye, janvier 1944.

Les Américains qui débarquent à Salerne le 9 septembre 1943 retrouvent ainsi face à eux la division Göring, qui leur donne une nouvelle fois du fil à retorde avant d’être contrainte à se replier vers l’intérieur des terres pour échapper au support naval allié. Dans les semaines qui suivent, la division ralentit fortement la progression alliée, laissant au reste de l’armée le temps de se fortifier le long de la ligne Gustave.
À l’automne, l’Oberstleutnant Schlegel, commandant l’atelier de réparation de la division, installé à proximité de l’abbaye de Montecassino, propose de sa propre initiative à l’abbé de l’aider à évacuer le trésor de l’abbaye au Vatican. L’opération, qui dure plusieurs semaines, permet de sauver de nombreuses œuvres d’art de la destruction, mais vaudra à Schlegel de nombreux ennuis : il échappe d’abord aux SS, qui l’accusent de pillage, grâce au général Conrath, puis, à la fin de la guerre, est emprisonné pour le même motif par les Alliés, et n’est libéré qu’à la suite de l’intervention de Harold Alexander.
En février 1944, la division Göring fait partie des unités allemandes opposées au débarquement allié à Anzio, avant de retourner en arrière en Toscane. Quelques mois plus tard, lorsque les Alliés percent finalement la ligne Gustave, la division est envoyée dans les environs de Velletri, mais ce déplacement, qui se fait de jour, entraîne de lourdes pertes sous les attaques de l’aviation américaine. La supériorité alliée au sol et dans les airs conduit au repli progressif vers le nord, et la division est finalement retirée d’Italie le 15 juillet 1944.

### Front de l’Est
La division arrive dans la région de Varsovie le 27 juillet 1944, où elle est assignée à une attaque conjointe avec la 19. Panzer-Division et la 5. SS-Panzer-Division « Wiking » contre le flanc et l’arrière du 3e corps blindé soviétique, qui est presque entièrement détruit dans l’opération. Il ne semble toutefois pas qu’elle ait contribué à l’écrasement du soulèvement de Varsovie,. Le 1er octobre, la division est transformée en un corps d’armée, une deuxième division lui étant adjointe. Il s’agit toutefois en grande partie d’un artifice : chacune des deux divisions est plus faible que l’ancienne et la majeure partie des nouvelles recrues est totalement inexpérimentée. La nouvelle formation est immédiatement envoyée défendre la Prusse orientale, où elle parvient à repousser la 11e armée de la Garde le 22 octobre à Nemmersdorf, mais s’enlise ensuite jusqu’en janvier 1945 dans une bataille défensive près de Gumbinnen,.
À la suite de l’offensive soviétique de la mi-janvier, le corps est encerclé près d’Heiligenbeil. Il y résiste deux mois avant d’être évacué par la mer avec de lourdes pertes, seul un quart de l’effectif ayant survécu,. Les survivants sont progressivement rassemblés vers Berlin, mais dans la confusion de la débâcle allemande, certaines unités restent attachées à d’autres formations, tandis que des éléments d’autres divisions se joignent à la Hermann Göring. Celle-ci se mélange notamment à la division Großdeutschland. Malgré son caractère désormais hétéroclite, la division parvient à infliger d’importantes pertes à la 1re division blindée polonaise près de Kodersdorf. Au moment de la fin des hostilités, les restes de la Hermann Göring se trouvent dans la région de Königsbrück. La percée vers l’Ouest ayant échoué, les survivants sont faits prisonniers par les Soviétiques, beaucoup devant demeurer en captivité jusqu’en 1956.

## Organisation

### Recrutement et entraînement
À l’origine, le recrutement s’effectue sur la base de critères stricts, similaires à ceux en vigueur pour d’autres unités d’élite de la Wehrmacht ou de la SS, comme les régiments Leibstandarte Adolf Hitler ou Großdeutschland. Ainsi, seuls les célibataires dont l’âge est compris entre dix-huit et vingt-cinq ans, qui sont non seulement de nationalité allemande, mais également d’ascendance aryenne et mesurant au minimum 1,68 m peuvent espérer postuler. Il est également attendu des recrues que leur casier judiciaire soit vierge, qu’ils soient de bons sportifs et qu’ils aient prouvés leur support au parti nazi. La durée minimale d’engagement, qui est initialement la même que celle de l’Armée, est augmentée pendant la guerre à douze ans de service.
La formation, l’entraînement et le casernement des troupes s’effectue dans la caserne Hermann Göring spécialement construite pour cet usage, située à Berlin-Reinickendorf. Celle-ci compte plus d’une centaine de bâtiment et notamment de nombreuses installations sportives, afin de permettre un entraînement physique intensif.
Les pertes subies au cours de la guerre ne permettent cependant pas de maintenir ni les critères de sélection, ni l’entraînement intensif. La division Göring finit ainsi par compléter ses rangs simplement en prélevant des hommes dans d’autres unités de la Luftwaffe.

### Ordres de bataille

#### Du bataillon à la brigade, 1935-1942
À sa création au printemps 1933, l’unité prend la forme d’un bataillon d’environ quatre cents hommes, commandés par un major de la Schutzpolizei, Walther Wecke (de). Après sa transformation en régiment en 1935, l’unité compte sur le papier deux bataillons de chasseurs (I. et II. Jägerbataillonen), une compagnie de motards (13. Kradschützenkompanie), une compagnie de pionniers (15. Pionierkompanie), une troupe de cavalerie (Reiterzug) et un peloton de transmissions (Nachrichtenzug), auxquels s’ajoutent une fanfare (Musikkorps) et l’état-major régimentaire (Regimentstab). L’ensemble est placé sous le commandement de l’Oberstleutnant de la Landespolizei Friedrich-Wilhelm Jakoby (de). En 1937, les deux bataillons de chasseurs et la compagnie de pionniers forment au sein du régiment un bataillon parachutiste (IV. Fallschirmschützenbataillon), qui en est ensuite détaché en 1938 pour former une unité autonome.
En 1939, la composition du régiment a considérablement changé par rapport à son état de 1935, celui-ci comptant désormais trois bataillons d’artillerie antiaérienne : un d’artillerie lourde (I. (schwere) Flakabteilung) et un d’artillerie légère (II. et IV. (leichte) Flakabteilung). S’y ajoutent un bataillon de projecteurs (III. Scheinwerferabteilung) et sa réserve (Reserve Scheinwerferabteilung), un bataillon de gardes (Wachbataillon) comptant trois compagnies d’infanterie (Wachkompanie) et un escadron de cavalerie (Reiterschwadron), une batterie d’artillerie antiaérienne lourde sur voie ferrée ((schwere) Eisenbahn Flakbatterie) et une batterie d’artillerie légère antiaérienne ((leichte) Flakbatterie). Le régiment comporte également un bataillon spécial dédié à l’entraînement (Ersatzabteilung). Sont également toujours présents la fanfare et l’état-major régimentaire, qui se voit toutefois augmenté d’une batterie d’artillerie (Stabsartillerie).
Au printemps 1942, le régiment est transformé en une brigade commandée par le Generalmajor Paul Conrath. Celle-ci comprend trois régiments d’infanterie (I., II. et III. Schützenregiment), dont la composition n’est pas identique : le premier compte quatre compagnies d’infanterie, tout comme le deuxième, qui dispose néanmoins en plus d’une compagnie d’artillerie, tandis que le troisième est composé d’une compagnie de motard, d’une compagnie de pionniers mécanisés et d’une compagnie d’artillerie antichar. Il faut y ajouter un régiment d’artillerie antiaérienne (Flakregiment) comptant quatre bataillons : le premier avec trois batteries antiaériennes lourdes et trois légères, le deuxième avec trois batteries antiaériennes lourdes, deux légères et une d’obusiers, le troisième avec trois batteries d’artillerie. Le quatrième, dit Führerabteilung, compte trois batteries antiaériennes et est détaché de manière permanente pour assurer la défense du quartier général de Hitler. La fanfare, l’état-major et le bataillon d’entraînement sont toujours présents, ainsi que le bataillon de gardes, néanmoins réduit à trois compagnies d’infanterie.

#### La division blindée, 1942-1944
La brigade n’existe que quelques mois avant d’être convertie en division en novembre 1942. La nouvelle division se décompose principalement en deux régiments de grenadiers (1. et 2. Grenadierregiment Hermann Göring), comprenant chacun trois bataillons, une compagnie d’artillerie et une compagnie d’artillerie antichar, un régiment de chasseurs, principalement formé des restes du 5e régiment de parachutistes (5. Fallschirmjägerregiment), un régiment blindé (Panzerregiment), un régiment d’artillerie antiaérienne et un régiment d’artillerie, ce dernier comptant quatre bataillons conventionnels et un bataillon de canons d’assaut (V. Sturmgeschützabteilung). En plus de ce cœur, la division comprend un bataillon de reconnaissance (Aufklärungsabteilung), un bataillon blindé de pionniers (Panzerpioniersabteilung), un bataillon blindé de transmissions (Panzernachrichtenabteilung), ainsi que d’autres unités de support. Cette organisation reste néanmoins largement théoriques, les différentes unités étant engagées séparément au fur et à mesure qu’elles deviennent opérationnelles.
La division est une nouvelle fois réorganisée au début de l’été 1943, dans le but d’en faire une division blindée complète. Celle-ci est composée d’un régiment blindé comprenant deux bataillons de chars et un bataillon de canons d’assaut, deux régiments d’infanterie mécanisée (1. et 2. Panzergrenadierregiment), un régiment d’artillerie antiaérienne, un régiment blindé d’artillerie, un bataillon blindé de pionniers, un bataillon blindé de reconnaissance et un bataillon blindé de transmissions. Le support est assuré par un bataillon d’intendance (Nachschubabteilung), un bataillon de réparation (Instandsetzungabteilung), une compagnie-école (Divisionskampfschule) associée à un bataillon d’entraînement (Feldersatzbataillon), un bataillon médical (Sanitätsabteilung) et l’état-major divisionnaire (Divisionsstab) ainsi qu’une unité administrative (Verwaltungstruppe).

#### Le corps d’armée 1944-1945
En octobre 1944, la division est transformée en corps d’armée blindé par l’ajout d’une deuxième division. Cette décision est essentiellement un vœu pieux : à cette date il n’y a déjà plus assez d’hommes disponibles pour assurer le plein effectif d’une seule division et la deuxième restera largement une formation de papier, ne comptant d’ailleurs aucun homme jusqu’au début de l’année 1945. À cette date, le corps reste sous le commandement de Schmaltz, qui est pour ce faire promu au rang de Generalleutnant.
L’ordre de bataille théorique de cette nouvelle formation est d’une division blindée parachutiste (Fallschirmpanzerdivision 1 Hermann Göring), une division de grenadiers blindés parachutistes (Fallschirmpanzergrenadierdivision 2 Hermann Göring) et une unité de support (Korpstruppen), auxquelles s’ajoutent un régiment et deux brigades de formation et d’entraînement (Fallschirmpanzererstaz und Ausbildungsbrigade), un bataillon d’artillerie antiaérienne assigné au quartier général de Hitler (Führerflakabteilung), un bataillon d’escorte (Begleitbataillon Reichsmarschall Göring) et une unité logistique (Heimatstab Berlin).

## Crimes de guerre
Les hommes de la division Hermann Göring sont impliqués dans plus de deux cents crimes de guerre ayant été perpétrés en Italie entre août 1943 et juillet 1944. Les plus meurtriers de ceux-ci sont commis vers la fin de l’occupation, à partir de mars 1944.
Le 18 mars 1943, la division dirige le massacre de Monchio, Susano et Costrignano : une batterie anti-aérienne de la division bombarde les villages de la commune de Palagano, puis les soldats les attaquent, exécutent les habitants, notamment les hommes, pillent et incendient les maisons. Les pertes civiles sont estimées à cent trente personnes. Après que deux soldats allemands aient été tués par les partisans le 11 avril 1943, le premier régiment d’artillerie antiaérienne de la division met à feu et à sang les alentours de Pratovecchio et Stia. Outre les exécutions, dont celle d’otages sur le lieu même où les soldats ont été tués deux jours plus tôt, des actes de torture et des viols sont également commis. Au moins cent sept personnes sont tués pendant cet épisode.
Un scénario similaire se produit le 29 juin 1944 dans la région de Civitella in Val di Chiana après la mort d’un Feldgendarme de la division le 21 juin. La population du hameau où a eu lieu l’embuscade est presque entièrement massacrée, tandis que dans les autres localités les hommes sont raflés et exécutés. Là encore des viols et des incendies sont également perpétrés et le nombre est estimé à cent quarante-six. Par ailleurs, le 4 juillet 1944, dans le cadre d’une opération anti-partisans, des membres de la division Hermann Göring accompagnés de soldats italiens raflent puis exécutent les hommes des hameaux de la commune de Cavriglia, cent soixante-treize étant tués.

## Uniforme
À l’origine, l’unité est habillée avec l’uniforme bleu marine de la police prussienne, rapidement remplacé dès le milieu de l’année 1933 par le nouvel uniforme de la Landespolizei : gris-vert, avec le col vert sombre ou marron foncé et des passepoils vert clair. À partir de décembre 1933, l’uniforme se voit adjoindre dans la partie inférieure de la manche gauche une bande vert sombre portant la mention « L.P.G. General Göring », différentes versions existant pour les officiers, sous-officiers et soldats du rang,.
Après le versement dans la Luftwaffe, l’unité porte les uniformes et les insignes de cette arme : la veste M1935 Fliegerbluse est notamment très populaire et restera très portée, même après l’introduction en 1938 d’une nouvelle tunique d’une autre coupe. Un passepoil blanc, caractéristique de la division, est porté autour du col et sur les épaulettes, le premier se retrouvant tout au long de la guerre, malgré son interdiction pour les hommes du rang et les sous-officiers à partir de mars 1940. En théorie, un passepoil de la couleur de l’arme, par exemple rouge pour l’artillerie, apparaît autour de l’insigne de col, toutefois, les changements rapides de règlement firent qu’il y eut rarement une pratique homogène à ce niveau.
Le principal trait distinctif du régiment est la bande portant le nom de Göring, qui migra toutefois de la manche gauche à la manche droite lors du passage à la Luftwaffe. Le texte évolua en même temps que le nom de l’unité : General Göring à partir de mars 1936 puis Hermann Göring après mai 1942. Le style changea également, passant en août 1942 de la Fraktur à l’Antiqua. Par ailleurs, les soldats appartenant à la Feldgendarmerie ainsi que ceux rattachés au Führerhauptquartier, le quartier général de Hitler, portent sur la manche gauche une bande comportant ces noms.
Les équipages des véhicules blindés portent quant à eux l’uniforme noir habituel des Panzertruppen, mais avec des passepoils blancs, au lieu du rose de l’arme blindée, et les insignes de la Luftwaffe. De même, les troupes déployées en Afrique du Nord, en Sicile et en Italie reçurent en dotation la version tropicale de l’uniforme de la Luftwaffe, de couleur sable. Il semble aussi que certaines unités parvinrent à se procurer à partir de juillet 1942 les tenues de camouflage habituellement portées par les SS ; ces effets vestimentaires disparurent progressivement à partir de 1943, lorsque la Luftwaffe introduisit son propre motif de camouflage.

## Bannière et fanions

Bannière de police du premier bataillon du régiment Göring, vers 1936.

L’une des particularités de la division Göring est qu’elle conserva une bannière de style police après son passage dans la Luftwaffe. La bannière se présente ainsi sous la forme d’un carré vert, couleur de la police, à frange argentée et portant une grande croix gammée blanche. Au milieu un cercle blanc entouré d’une couronne de lauriers argentée contient l’aigle de Prusse, surmontée de la devise Pro Gloria et Patria. Cette particularité se retrouve sur l’uniforme du porte-bannière, qui porte un hausse-col propre à la division, comportant notamment l’étoile de la police au lieu de l’aigle de la Luftwaffe ; de la même manière, sa bandoulière comporte également une large bande du vert clair de la police.